# Липовка (Киевская область)
Ли́повка (укр. Липівка) — село, входит в Бучанский район Киевской области Украины.
Население по переписи 2001 года составляло 1163 человека. Почтовый индекс — 08014. Телефонный код — 4578. Занимает площадь 0,4 км². Код КОАТУУ — 3222783801.

## Местный совет
08014, Київська обл., Макарівський р-н, с. Липівка, вул. Шевченка, 48

## Известные уроженцы
- Поляковский, Иосиф Болеславович (14 сентября 1925 года — 26 мая 1981 года) — буровой мастер треста «Туймазабурнефть», Герой Социалистического труда. Заслуженный нефтяник Башкирской АССР.
- Поляковский, Адольф Казимирович (1901—11.12.1973) — инженер-строитель путей сообщения, управляющий трестом «Уралэнергострой», Герой Социалистического труда, Заслуженный строитель РСФСР.